# Martín Álvarez
Martín Álvarez fue un político peruano. 
Ocupó el cargo de subprefecto de la provincia de Canchis. Fue elegido diputado por la provincia de Canchis en 1876 durante el gobierno de Mariano Ignacio Prado. En 1886, luego de la guerra con Chile sería elegido nuevamente diputado por la provincia de Canchis, reelecto en 1889.